# Cordia coloradiphila
Cordia coloradiphila là loài thực vật có hoa trong họ Mồ hôi. Loài này được Gilli mô tả khoa học đầu tiên năm 1983.